# Vincenzo Guerini
Vincenzo Guerini (né le 14 août 1950 à Casnigo) est un athlète italien, spécialiste du sprint.
Mesurant 1,63 m, il remporte ses principaux titres internationaux en relais 4 x 100 m.